# 時光的指針
《時光的指針》（英語：Needle in a Timestack）是一部2021年美國科幻電影，依據羅伯特·西爾柏格所寫的短篇故事改編，由约翰·里德利導演及編劇，小萊斯利·奧多姆、芙蕾达·平托、辛西婭·艾利沃、奥兰多·布鲁姆與潔丁·王主演。電影2021年10月15日在美國上映。

## 劇情
尼克和珍妮生活在幸福的婚姻中，直到一名時間旅行者闖入他們的生活，讓兩人的婚姻面臨挑戰。

## 演員
- 小萊斯利·奧多姆飾演尼克·米克爾森（Nick Mikkelsen）
- 芙蕾达·平托飾演艾莉克絲·萊斯利（Alex Leslie）
- 辛西婭·艾利沃飾演珍妮·米克爾森（Janine Mikkelsen）
- 奥兰多·布鲁姆飾演湯米·漢布爾頓（Tommy Hambleton）
- 潔丁·王（英语：Jadyn Wong）飾演柔伊·米克爾森（Zoe Mikkelsen）

## 製作
2017年4月宣布由约翰·里德利擔任該部電影的編劇及導演，並由米拉麥克斯影業發行。 2018年6月米拉麥克斯影業宣布不再參與該電影，並改由布隆製片室製作。小萊斯利·奧多姆、 芙蕾达·平托、辛西婭·艾利沃、奥兰多·布鲁姆、潔丁·王在當月加入演出陣容。
2018年6月18日電影開始在温哥华拍摄 ，並在2018年7月24日完成拍攝。

## 外部連結
- 互联网电影数据库（IMDb）上《時光的指針》的资料（英文）
- 豆瓣电影上《时栈中的指针》的資料 （简体中文）
- 爛番茄上《時光的指針》的資料（英文）